# ویلیامز لیک، بریتیش کلمبیا
ویلیامز لیک (به انگلیسی: Williams Lake) شهری در استان بریتیش کلمبیای کانادا است که در منطقه کاریبو واقع شده‌است.

## خصوصیات
ویلیامز لیک ۱۰٬۸۳۲ نفر جمعیت دارد و ۵۸۶ متر بالاتر از سطح دریا واقع شده‌است.